# Абрикосова, Феоктиста Сергеевна
Феоктиста Сергеевна Абрикосова (31 января 1907, деревня Бокша, Венёвский уезд, ныне Серебряно-Прудский район Московской области — 12 марта 1983) — российский библиотечный работник, заслуженный работник культуры РСФСР (1967).
Окончив школу, в 1925—1927 гг. преподавала в сельских школах Венёвского района. В 1927—1930 гг. библиотекарь детского отделения Венёвской районной библиотеки. В 1928 году участвовала в семинаре детских библиотекарей в Москве под руководством Н. К. Крупской. В 1930—1931 гг. заведовала Венёвской районной библиотекой.
С 1931 г. работала в Москве: библиотекарь Московского химико-технологического института, заведующая Сокольнической районной библиотекой, заведующая читальным залом библиотеки имени Лермонтова. В 1937 г. работала в Библиотеке-читальне имени И. С. Тургенева.
С 1938 года сотрудник Государственной библиотеки СССР имени В. И. Ленина, в 1946—1969 гг. заместитель директора. В 1959 году защитила диссертацию «Организация обслуживания читателей — научных работников и специалистов в крупной универсальной библиотеке», получив учёную степень кандидата педагогических наук. С этого же времени осуществляла общее руководство работой по созданию библиотечно-библиографической классификации, координируя действия созданной в ГБЛ группы во главе с О. П. Тесленко с привлечёнными сотрудниками других библиотек (в общей сложности коллектив в составе около 500 человек).
Вне стен библиотеки — весёлая, смешливая, не лишённая женского тщеславия и обаяния <…>, в библиотеке Ф. С. Абрикосова возникала с плотно сжатыми губами и леденящим взглядом прозрачно-серых глаз, делавшим её похожей на фанатичную старообрядку, без проявления каких бы то ни было эмоций, кроме гнева. Она была убеждена, что подчинённых надо
держать на почтительном расстоянии и в узде,
— вспоминала заведовавшая в ГБЛ отделом Н. И. Тюлина. «Умная, но ледяная дама вызывала у подчинённых при общении липкий страх», — подтверждает другая мемуаристка, Н. Е. Добрынина.
Ответственный редактор сборников «Библиотечное дело в СССР» (1957), «40 лет библиотечного строительства в СССР» (1958), «Библиотеки в помощь повышению культурно-технического уровня рабочих» (1963) и др.